# Gördeszkázás a nyári olimpiai játékokon
A gördeszkázás 2020-ban került be a nyári olimpiai játékok programjába. Mindkét nem esetében utcai és park versenyszámot is rendeznek.

## Története
A Nemzetközi Olimpiai Bizottság 2014-ben elfogadott Agenda 2020 irányelve szerint a jövőben biztosítják a helyi szervezőbizottságoknak a lehetőséget, hogy új sportágakat javasoljanak a programba a helyi lakosság érdeklődésének növelése céljából. A 2020-as tokiói olimpia szervezői öt új, Japánban népszerű sportágat javasoltak, köztük a gördeszkázást. A NOB 2016-ban mind az öt jelölést elfogadta. A gördeszkázás ezután bekerült a 2024-es párizsi és a 2028-as Los Angeles-i olimpia programjába is.

## Összesített éremtáblázat
| A nyári olimpiai játékok összesített éremtáblázata gördeszkázásban | A nyári olimpiai játékok összesített éremtáblázata gördeszkázásban | A nyári olimpiai játékok összesített éremtáblázata gördeszkázásban | A nyári olimpiai játékok összesített éremtáblázata gördeszkázásban | A nyári olimpiai játékok összesített éremtáblázata gördeszkázásban | Olimpia  |
| ------------------------------------------------------------------ | ------------------------------------------------------------------ | ------------------------------------------------------------------ | ------------------------------------------------------------------ | ------------------------------------------------------------------ | -------- |
|                                                                    | Ország                                                             | Arany                                                              | Ezüst                                                              | Bronz                                                              | Összesen |
| 1.                                                                 | Japán (JPN)                                                        | 3                                                                  | 1                                                                  | 1                                                                  | 5        |
| 2.                                                                 | Ausztrália (AUS)                                                   | 1                                                                  | 0                                                                  | 0                                                                  | 1        |
|                                                                    |                                                                    |                                                                    |                                                                    |                                                                    |          |
| 3.                                                                 | Brazília (BRA)                                                     | 0                                                                  | 3                                                                  | 0                                                                  | 3        |
|                                                                    |                                                                    |                                                                    |                                                                    |                                                                    |          |
| 4.                                                                 | Egyesült Államok (USA)                                             | 0                                                                  | 0                                                                  | 2                                                                  | 2        |
| 5.                                                                 | Nagy-Britannia (GBR)                                               | 0                                                                  | 0                                                                  | 1                                                                  | 1        |
|                                                                    |                                                                    |                                                                    |                                                                    |                                                                    |          |
| Összesen                                                           | Összesen                                                           | 4                                                                  | 4                                                                  | 4                                                                  | 12       |